# Conus boschi
Conus boschi é uma espécie de gastrópode do gênero Conus, pertencente a família Conidae.